# Comitas kamakurana
Comitas kamakurana là một loài ốc biển, là động vật thân mềm chân bụng sống ở biển trong họ Turridae.